# Acrotomia syctaria
Acrotomia syctaria là một loài bướm đêm trong họ Geometridae.